# Redjit
Redjit (manchmal auch Redjef) war ein hoher altägyptischer Beamter und Priester in der späten 2. Dynastie. Er wurde früher fälschlich „Hetepdjef“ genannt. Welchem König (Pharao) er diente, ist unbekannt.

## Belege
Von Redjit ist eine Statuette aus poliertem, hellem Granit erhalten. Sie zeigt ihn in kniender Haltung und mit runder Lockenperücke. Auf der Rückseite seiner rechten Schulter sind die Horusnamen der mutmaßlich ersten drei Herrscher der 2. Dynastie eingraviert: Hetepsechemui, Nebre und Ninetjer. Direkt im Anschluss folgt die seltene Darstellung des Gottes Netjer-Achti. Nach Dietrich Wildung könnte es sich aber auch um die Gottheit Djebauti handeln. Am Sockel der Statuette findet sich eine Inschrift, die Redjit als „obersten Graveur“ und „Geliebten des Netjer-Achti/Djebauti“ auszeichnet. Redjit versah den Totendienst um die eben genannten Herrscher in der königlichen Nekropole von Memphis. Gefunden wurde das kostbare Artefakt in Mit Rahine.